# Château de Clomot
Le château de Clomot est un château  du XIVe siècle situé à Clomot, en Bourgogne-Franche-Comté.

## Localisation
Le château est situé à l'est du village sur le rebord d'une terrasse dominant le ruisseau de la Beaune.

## Historique
La maison forte de Clomot appartenant à Guiot de Roussillon est vendue par celui-ci en 1457. Mais en 1524, on note un procès entre Jean du Meix, seigneur d'Aubigny et Jeanne et Françoise de Roussillon, à propos des châteaux et seigneuries de Clomot vendues par feu Guiot de Roussillon et rachetées depuis par Girard et Antoine de Roussillon. En 1570, à la bataille d'Arnay-le-Duc, le maréchal Artus de Cossé-Brissac dispose l'avant garde de son armée "en approche du château de Clomot"[réf. souhaitée]

## Architecture
Dès 1770, il ne reste du château qu'une tour du XIVe siècle qui a survécu jusqu’à nos jours. C’est une tour carrée à angle arrondi jadis intégrée comme tour d'angle d'un édifice plus important. Bâtie en granit, ses deux étages sont éclairés par des baies à coussièges et sa corniche est dominée par le solin d'un [[mâchicoulis|mâchicoulis[réf. souhaitée]]].  
La tour de Clomot  est inscrite aux monuments historiques par arrêté du 16 juin 1928.